# Сандвика
Сандвика (норв. Sandvika) је насељено место у Норвешкој у округу Акерсхус. Има статус града од 2003.